# 宣璐
宣 璐（シュエン・ルー、1991年1月15日 - ）は、中華人民共和国の女優。

## 略歴
江蘇省の南京市で生まれた。2008年に撮影開始したテレビドラマ『紅楼夢 〜愛の宴〜』に出演して芸能界にデビューした。2019年に中国で配信された連続ドラマ『陳情令』において主人公の魏無羨（ウェイ・ウーシエン）を実弟のようにかわいがる心やさしい義姉、江厭離（ジャン・イエンリー）役を演じて人気になった。

## 人物
身長168センチメートル。北京舞踏学院と中央戯劇学院を卒業した。

## 出演

### ドラマ
- 紅楼夢 〜愛の宴〜（2010年） - 雪雁（せつがん）役
- 血誓（2013年） - 龍秀役
- 舞楽伝奇～遥かなる旅路～（中国語版）（2013年） - 蘭瑪珊蒂(ランマーシャンディー)役
- 大秧歌（2015年） - 槐花役
- 霊魂擺渡2（2015年） - 琥珀役
- 霊魂擺渡3（2016年） - 翡翠 / 琥珀役
- 花謝花飛花満天（2017年） - 花娉婷役
- 如懿伝 〜紫禁城に散る宿命の王妃〜（2018年） - 恒娖公主役
- 明朝皇伝 〜大王への道〜（2018年） - 永福公主（中国語版）役
- 陳情令（2019年） - 江厭離（ジャン・イエンリー）役
- 烈火軍校（2019年） - 白碧雲役
- 彩虹的重力（2019年） - 何彩虹役
- 蓬萊間（2020年） - 玲瓏役
- シンデレラ・ラブ（中国語版）（原題：奈何BOSS又如何、2020年） - 聶星辰（ニエ・シンチェン）役
- 青春創世記（2020年） - 張佳雲役
- 烏鴉小姐与蜥蜴先生（2021年） - 陳雯雯役
- 与君歌〜乱世に舞う運命の姉妹〜（中国語版）（2021年） - 仇煙織 / 王若清役
- 問天録〜乱世を駆ける守護神〜（中国語版）（2021年） - 柳含煙役
- 黒豊と白夕〜天下を守る恋人たち〜（中国語版）（原題：且試天下、2022年） - 鵬棲梧（ほう・せいご）役[3]
- 塵縁〈じんえん〉 〜Destiny Lovers〜（原題：尘缘、2023年） - 顧清（グー・チン）役